# 李佩華

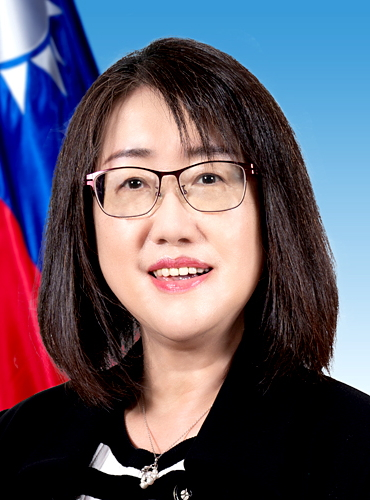
外交部刊登肖像照

李佩華，中華民國政府官員。

## 學歷
- 輔仁大學會計學系畢業[1]

## 經歷
- 行政院主計處科長、專門委員（1999年2月－2008年10月）
- 經濟部會計處副處長（2008年10月－2013年4月）
- 教育部會計處副處長（2013年4月－2020年1月）
- 外交部主計處副處長（2020年1月－2021年7月）
- 行政院主計總處副處長（2021年7月－2022年3月）
- 外交部主計處處長（2022年3月－）

| 中華民國政府職務 | 中華民國政府職務                     | 中華民國政府職務 |
| ---------------- | ------------------------------------ | ---------------- |
| 前任： 萬彩龍    | 中華民國外交部主計處處長 2022年3月－ | 繼任： '         |